# كامرين جريمز
كامرين جريمز (بالإنجليزية: Camryn Grimes)‏ هي ممثلة أمريكية، ولدت في 7 يناير 1990 في الولايات المتحدة.

## أعمال

### أفلام
- (2001) سمكة السيف[5]

### مسلسلات
- جاغ
- شبح هامس

## وصلات خارجية
- كامرين جريمز على موقع IMDb (الإنجليزية)
- كامرين جريمز على موقع ألو سيني (الفرنسية)
- كامرين جريمز على موقع أول موفي (الإنجليزية)
- كامرين جريمز على موقع قاعدة بيانات الأفلام السويدية (السويدية)
- كامرين جريمز على موقع قاعدة بيانات الفيلم (الإنجليزية)
- كامرين جريمز على موقع كينوبويسك (الروسية)